# The Road to the Wall
The Road to the Wall ist ein US-amerikanischer Dokumentar-Kurzfilm aus dem Jahr 1962, der von Robert Saudek produziert wurde. Saudek war mit dem Film für einen Oscar nominiert.

## Inhalt
Der Film eröffnet mit einer endlosen Menschenmenge, die sich auf verschiedenen Straßen fortbewegt, einige von ihnen laufen, manche fahren, andere wiederum marschieren oder reiten, manche sind auch barfuß. Wiederum andere sind so klein, dass sie getragen werden müssen, um auf der Straße vorwärts zu kommen. Einige sind so alt, dass Hilfe brauchen, um sich von der Stelle bewegen zu können. Tausende von ihnen gehen diesen Weg freiwillig, viele von ihnen hoffen, dass ihr Weg sie dorthin führt, wo es ihnen besser geht und wo Frieden herrscht. Einige protestieren offen gegen die Zustände in ihrem Land, einem Land, das sie dazu trieb, zu flüchten. Viele werden unterwegs sterben.
Thematisiert wird Kuba im Jahr 1959 als kubanische Revolutionäre den damaligen Diktator Fulgencio Batista stürzten und einen sozialistischen Staat gründeten. Dann kommt der Film auf den deutschen Philosophen und Kritiker der bürgerlichen Gesellschaft Karl Marx zu sprechen, der behauptet habe, nur durch ein System, das er Kommunismus nennt, könne der Arbeiter und Bauer Hunger und Ausbeutung vermeiden. Marx habe geschrieben, dass man dieses Ziel nur durch den gewaltsamen Sturz der Herrschenden erreichen könne. Die Frage wird in den Raum gestellt, ob es sich bei diesen Ideen nicht eher um eine Einbahnstraße handele.

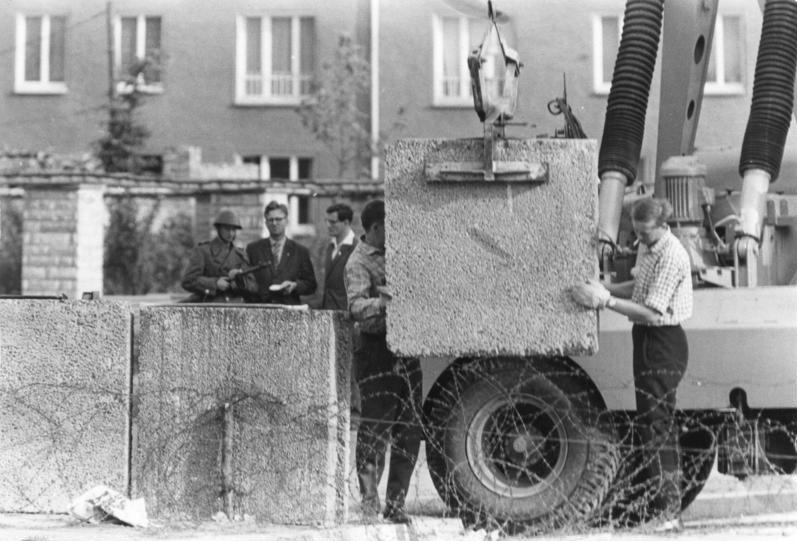
Mauerbau, Aufstellen von Betonblöcken, 1961

Thematisiert werden sodann der am 13. August 1961 begonnene Mauerbau durch das geteilte Berlin und der erste Flüchtling Günter Litfin, den Grenzposten der DDR nach Errichtung der Berliner Mauer durch gezielte Schüsse töteten. Von Berlin kehrt man zurück ins Havanna der 1959er-Jahre, wo den Menschen nach dem Sieg der Revolution versprochen worden war, ihre soziale Situation zu verbessern. Die Bilder wechseln dann nach Budapest, das 1956 der Ausgangspunkt des gegen die Sowjetunion gerichteten Volksaufstandes war, der blutig niedergeschlagen wurde, was zahlreiche Säuberungswellen im ganzen Land nach sich zog. Dann kommen die Aufstände, Attentate und Revolutionen in der einstigen Soldaten- und Regierungsstadt Sankt Petersburg zur Sprache, das nach dem Tod des russischen kommunistischen Politikers und Revolutionärs Wladimir Iljitsch Lenin in Leningrad umbenannt wurde.

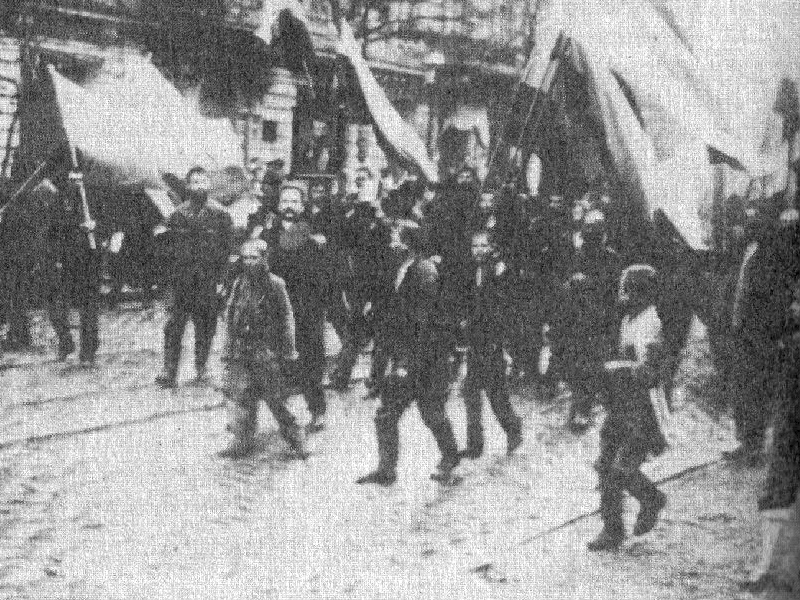
Demonstranten am Petersburger Blutsonntag

Der Film springt sodann zur Russischen Revolution von 1905 im russischen Kaiserreich und zum sogenannten Petersburger Blutsonntag, an dem etwa 150.000 Arbeiter friedlich und unbewaffnet zum Winterpalast marschierten, um dem Zaren Nikolaus II. eine Petition zu überreichen, um damit ihren Forderungen nach Menschenrechten Nachdruck zu verleihen. Dabei kommt die Rede auch auf den russischen Wanderprediger Rasputin, der mit der Familie des Zaren befreundet war und in den letzten Jahren des Russischen Kaiserreichs auch an Einfluss gewann. Zur Sprache kommt auch der russische Revolutionär und kommunistische Politiker Leo Trotzki, ein maßgeblicher Organisator der Oktoberrevolution von 1917. Trotzki war es, der die Bolschewiki unter der Führung von Lenin an die Macht brachte. Nach Lenins Tod 1924 zunehmend von Josef Stalin entmachtet, zwang man ihn 1929 ins Exil nach Mexiko, wo er 1940 ermordet wurde.
Die Bilder gehen nach Deutschland, wo Adolf Hitler die Macht übernommen hat und 1939 in Polen einfällt, der Beginn des Zweiten Weltkriegs. Gezeigt wird auch der Einmarsch der deutschen Armee in Frankreich. Als Nächstes wird der Aufstand vom 17. Juni 1953 thematisiert, der von der Sowjetarmee gewaltsam niedergeschlagen wurde. Dann wendet man sich noch einmal Kuba und Che Guevara zu, dem zentralen Anführer der Rebellenarmee der Kubanischen Revolution, der neben Fidel Castro deren wichtigste Symbolfigur war. Dabei kommt die Sprache auch auf Nikita Sergejewitsch Chruschtschow, der durch Aufrüstung die globale Führungsrolle der UdSSR anstrebte und in die Kuba-Krise von 1962 involviert war. Ein letzter Punkt ist der von 1950 bis 1953 andauernde Koreakrieg.
Der Film endet mit Thomas Jeffersons Worten: „Am Altar Gottes habe ich in jeder Form der Tyrannei über die Menschen ewige Feindschaft geschworen.“

### Produktionsnotizen
Produziert wurde The Road to the Wall von der CBS Films Inc. Production, vorgestellt wurde der Film von der United States Army, Abteilung für Information und Ausbildung der Streitkräfte, die James Cagney als Sprecher für die begleitenden Kommentare gewinnen konnte. Judith Pearlman recherchierte das Filmmaterial.

### Auszeichnung
Oscarverleihung 1963
- Nominierter: Robert Saudek in der Kategorie „Bester Dokumentar-Kurzfilm“
Der Oscar ging an Jack Howells und seine Kurzbiografie über den walisischen Schriftsteller Dylan Thomas.